# 绝地战警2
是一部2003年的动作喜剧电影，由迈克尔·贝执导，傑瑞·布洛克海默担任监制，主演为威尔·史密斯和马丁·劳伦斯。该片是1995年的电影《绝地战警》的续篇，讲述两位警探追查进入迈阿密的毒品地下交易网的经过。该片的总体评价不佳，但是票房收入很好，在全球收益为2.73億美元。續集定於2020年1月17日上映。

## 剧情
在前一集事件發生八年後，邁阿密警察局的刑警馬可士·巴奈特與麥可·勞瑞，正在調查一批高純度搖頭丸流入邁阿密市的案件。這些毒品從古巴經由貨船運輸，再丟進海裡，由快艇撈起送上岸，整個走私計劃由古巴毒梟強尼·塔皮亞（Johnny Tapia）操控，總金額高達1.5億美元。
警方追查古巴來的船隻時，意外查到三K黨的集會與毒品交易。行動中，麥可與馬可士喬裝成三K黨成員潛入，卻因對講機故障導致戰術小組遲到，引爆激烈槍戰。麥可在為了保護馬可士的過程中開槍，結果子彈意外擦過馬可士的屁股，讓他當場慘叫。更讓人崩潰的是，這場大費周章的行動出動大量警力，結果最後只查獲兩袋毒品，那些三K党成員根本只是小咖買家，完全查不到背後的主謀。
這場意外讓馬可士更加懷疑自己是否該繼續和麥可搭檔，而麥可則擔心馬可士發現他正在偷偷與馬可士的妹妹希德妮·巴奈特（Sydney "Syd" Burnett）交往。馬可士其實也準備要調離毒品重案組，只是還沒告訴麥可。
同時，有些神經質的古巴毒梟塔皮亞下令手下再度調整運毒船的行程。兩名俄羅斯黑幫份子阿列克謝（Alexei）與約瑟夫（Josef）從塔皮亞那裡取得毒品，並用來經營夜店生意，但高達一半的利潤都被塔皮亞抽走。他們決定與塔皮亞談判要求增加分潤，不料塔皮亞反而派人殺了約瑟夫，並以阿列克謝的妻小為人質，逼他交出夜店經營權。
另一方面，希德其實是缉毒局的臥底幹員，負責調查俄羅斯幫派的洗錢活動，而這些幫派正是塔皮亞的毒品分銷網。希德首次在邁阿密執行任務時，遭到海地幫派Zoe Pound襲擊，行蹤因此曝光，陷入危險。麥可與馬可士恰巧追蹤這群海地幫成員，意外捲入槍戰與飛車追逐，導致市區大亂，也讓他們的長官康拉德·霍華氣炸。
希德的真實身份曝光後，馬可士與麥可得知她其實是 DEA 臥底，霍華下令兩人務必查出毒品的源頭。兩人追查海地幫頭目時發生槍戰，從對方口中得知他們取得情報是來自朋友錄下的一段影片。看過影片後，麥可與馬可士意識到，塔皮亞母親名下經營的西班牙棕櫚殯儀館（Spanish Palms Mortuary）可能是掩護毒品交易的據點。
兩人喬裝成除蟲公司技工潛入塔皮亞的宅邸，發現他利用殯儀館將毒品與現金藏於屍體中走私至古巴。此時他已剷除原本合作的俄羅斯幫派，準備單獨掌控整個洗錢與販毒網路，並強迫希德協助處理金流作業。
在兩人設法脫身的過程中，阿列克謝為替約瑟夫報仇，單槍匹馬闖入塔皮亞的宅邸，開槍掃射並殺光多數保鏢，但最後在與警方交火中中彈身亡。
警方取得搜查令後，計畫同步突襲塔皮亞的豪宅與殯儀館。不料突襲計畫被阿列克謝攪局，導致人員傷亡。希德的臥底身份也因此完全曝光，塔皮亞綁架她並逃往古巴，並要求美方在 48 小時內歸還被扣押的資金，否則將處決希德。
為了救人，麥可與馬可士與缉毒局、中央情报局以及古巴地下游擊隊 Alpha 66 合作，秘密潛入古巴。游擊隊提供地圖與武器協助行動，他們突襲塔皮亞的新宅邸並成功救出希德，並在撤退前安裝炸彈將大宅炸毀。塔皮亞的母親與女兒被困其中，他憤怒追擊三人。
他們駕駛一輛黃色悍馬 H2 展開逃亡，最終抵達關塔那摩灣海軍基地。但由於身份未經確認，馬可士與希德在逃跑過程中遭到美軍士兵開槍警告並被迫停下。此時，塔皮亞與手下緊追而至，現場氣氛一觸即發。
麥可與塔皮亞發生激烈對峙，卻在混亂中遭對方挾持作為人質。塔皮亞的同夥朝馬可士與希德大聲喝斥，要求他們立刻放下武器。就在這時，眾人赫然發現自己正站在地雷區內。希德臨危不亂，靈機一動，將手中的槍丟向塔皮亞同夥腳邊的地雷，引爆瞬間將對方炸飛。趁著混亂的空檔，馬可士果斷開槍，一槍命中塔皮亞的頭部。塔皮亞中彈倒地，觸發地雷，整個上半身當場炸成碎片。
事後，在馬可士家中，麥可送他一個全新泳池當作慶祝禮物，馬可士也終於默許他與希德的感情，並撕掉原本準備提交的調職申請。最後，泳池還是壞了，兩人被水淋得全身濕透，邊笑邊唱起影集《Cops》的主題曲《Bad Boys》。

## 演員
- 馬汀·勞倫斯飾演馬可士·邁爾斯·巴涅特警探（Detective Lieutenant Marcus Miles Burnett）
- 威爾·史密斯飾演麥可·尤金·「麥克」·勞里警探（Detective Lieutenant Michael Eugene 'Mike' Lowrey）
- 詹迪·莫拉飾演赫克托·胡安·卡洛斯·「強尼」·塔皮亞（Hector Juan Carlos 'Johnny' Tapia）
- 加布里埃尔·尤尼恩飾演DEA特別探員希德妮·「希德」·巴涅特（DEA Special Agent Sydney 'Syd' Burnett）
- 彼得·史托馬飾演阿列克謝
- 泰蕾莎·藍道（英语：Theresa Randle）飾演泰蕾莎·巴涅特（Theresa Burnett）
- 喬·潘托利亞諾飾演康拉德·霍華警監（Captain Conrad Howard）
- 麥可·夏儂飾演弗洛伊德·波迪特（Floyd Poteet）
- 丹·馬里諾（英语：Dan Marino）飾演他自己

## 拍攝花絮
電影中有多場涉及動物的橋段，均由專業訓練師協助拍攝，並在美国人道协会的Humane Hollywood 計畫監督下完成，確保所有動物在拍攝過程中未受傷害。
在片中一段橋段中，角色馬可仕與麥克潛入毒販藏身處時，目睹兩隻老鼠疑似正在交配。畫面中，兩隻老鼠以接近人類性交姿勢的方式呈現。然而根據動物行為學的研究，老鼠的自然交配行為通常為雄鼠從雌鼠背後進行，雌鼠在受配時會展現「撅臀反應」（lordosis reflex），將尾巴偏向一側，以利雄鼠從後方完成交配。此種交配行為屬於典型的後背式體位，與人類性交姿勢不同。
根據Humane Hollywood的說明，該場景由動物訓練師安排拍攝：一隻老鼠被安置仰躺，另一隻則置於其上方，並透過餵食吸引牠們短暫停留在特定位置以利拍攝。
另一場戲中，一隻名為 Mason 的狗從泳池邊跳入水中追逐海灘球，這些動作皆由訓練師引導完成，並以剪接手法合成狗拉倒泳池甲板的片段。鬣蜥亦出現在片中某場屋頂橋段，由訓練師協助演員正確處理牠們。其中一段鬣蜥觸發地雷爆炸的戲碼，則是以模型與血包特效代替真實動物拍攝。另有場景顯示馬可仕注視著警察局長家中天花板上的魚缸，該魚缸與魚類由水族供應商提供。
上述所有場景皆符合Humane Hollywood的動物福祉標準，片尾亦標示「No animals were harmed（無動物在拍攝中受到傷害）」以示負責。

## 迴响

### 评论界
该片在评论界迴响不佳。该片因其冗长、充满暴力且臃肿的故事线，贬低女性的论调以及充满暴力的笑料成为评论界炮轰的对象。电影评论网烂番茄征集了149位影评人的意见，只有23%的影评人对该片持肯定态度，平均评分仅为4.1（满分10分）。
《芝加哥太阳时报》的罗杰·艾伯特给了该片1星（满分4星），并且对该片中一个小男孩的场景以及反复使用“黑鬼”（nigga）一词感到不满，他认为：“这一场景不必要的残酷性让我脱离了影片，而试图理解制作人的想法。他们到底在想什么呢？他们怎么会如此不了解人之本性，而觉得这样的场景会受到观众的喜爱？”在影评节目《同厄伯特与罗珀一起看电影》（At the Movies with Ebert & Roeper》中，影评人理查德·罗珀在评选自己心目中2003年度烂片榜时，将该片放在第一名，而同年臭名昭著的《鸳鸯绑匪》（Gigli）反而居于第三位。在2010年元旦，罗珀评选的10年内最烂电影中，该片再次上榜，位列第9。
而《西雅图邮讯报》的影评人艾伦·A·基姆（Ellen A. Kim）对该片的评价较为正面，他认为该片包含有“一种盲目的乐趣……如果你喜欢这一类型的电影，那它就是你的选择。”

### 票房
该片的票房获得巨大成功。在北美，该片票房成绩为138,608,444美元；在其他地区，票房为134,731,112美元，全球票房共计273,339,556美元，这是第一部毛收益的两倍。

### 奖项
在2004年度MTV电影大奖上，该片因在高速上的追击场景，获“最佳动作场景”提名，但是败给了《指环王：王者归来》。威尔·史密斯和马丁·劳伦斯获得了“最佳螢幕组合”奖。

## 周边产品

### 原声音轨
《绝地战警2》原声音轨于2003年7月15日面世，由环球唱片和坏小子唱片公司共同推出。该专辑曾登上公告牌二百强专辑榜榜首，首周销量为324,000份，这是为数不多的电影原声音轨冠军专辑。2003年8月21日，美國唱片業協會授予该专辑白金销量认证。

### 游戏
该电影的电子游戏版名为《絕地戰警：邁阿密行動》（Bad Boys: Miami Takedown），于2004年在北美發售，基于PS2、Xbox、GameCube以及Windows等平台。该游戏本来准备在2003年末发布（和电影的DVD同期发售），但是最后不得不推迟数月。由于游戏开发不佳，并没有获得销量或评论上的任何成功，诸多游戏站点都给了它较低的评分。

## 续集
哥倫比亞電影公司已经确定，该公司已经雇用了彼得·克雷奇（Peter Craig）为该片的第三部撰写剧本。迈克尔贝表示，自己在执导完将于2011年7月1日上映的《变形金刚3》后，可能会拍摄《绝地战警3》。根据预期，第三部将于2012年或2013年面世。迈克尔·贝认为续集面临的一大障碍是开销过大，因为他和威尔·史密斯的酬劳都十分高昂。不过，史密斯和马丁·劳伦斯都表示，他们期待第三部的制作。